# Аччелерандо
Аччелера́ндо (італ. accelerando) — поступове прискорення темпу виконання музичного твору, особливо у його кінці. Протиставляється рітардандо — поступовому сповільненню темпу виконання музичного твору. Часто аччелерандо йде за крещендо (crescendo). Майже в тому ж значенні, як аччелерандо, застосовується стріндженто (італ. stringento).
Приклад аччелерандо — фінал квартету Бетховена (в la mineur) в op. 132.
На честь цього музичного терміна названо науково-фантастичний роман Аччелерандо.